# Bhakanje
Bhakanje (en népalais : भाकाञ्जे) est un comité de développement villageois du Népal situé dans le district de Solukhumbu. Au recensement de 2011, il comptait 1 294 habitants.